# 三河知立駅
三河知立駅（みかわちりゅうえき）は愛知県知立市山町茶碓山にある、名古屋鉄道（名鉄）三河線の駅である。駅番号はMY01。
現在の駅は2024年（令和6年）3月16日に移転したもので、移転前は約900 m西方の新地町吉良道東地内にあった。本項では移転前の駅についても詳述する。

## 歴史

### 初代知立駅
碧海郡知立町にはじめて鉄道を敷いたのは三河鉄道（三鉄、後の名鉄三河線）であった。碧海軽便鉄道（大浜 - 刈谷駅 - 知立間）と知挙軽便鉄道（知立 - 挙母間）の鉄道敷設免許を継承した三河鉄道だったが、まず碧海軽便鉄道の免許線から着工することになり、1914年（大正3年）に第一期線として大浜港駅 - 刈谷新駅間、1915年（大正4年）に第二期線として刈谷新駅 - 知立駅間が開業、知立駅（初代）は終着駅であった。知立から先の延伸は不況で建設が滞り、土橋駅までの延伸開業が実現したのは1920年（大正9年）のことであった。鉄道開業開始以来、知立駅の営業成績が会社の指標となっていた。

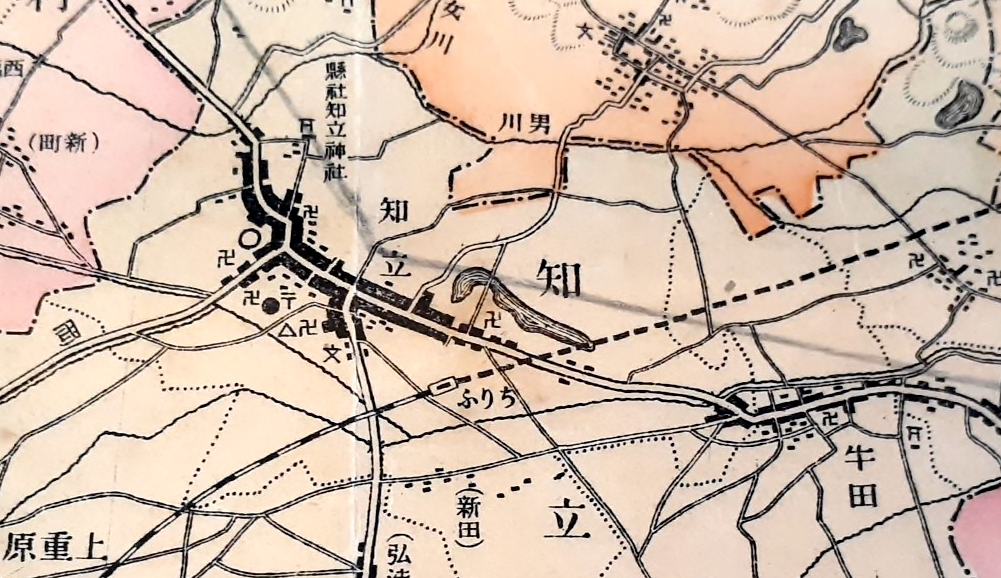
1917年の知立町

その後1920年代に入り、愛知電気鉄道（愛電、後の名鉄名古屋本線）が有松裏駅から岡崎までの鉄道敷設を決めた際、知立町内を走る三鉄線との交差をどうするかが問題となった。当初は既設の知立駅に愛電が乗り入れる計画であったが、両社の利害関係から協議は進展せず、合意の見込みがないとして、愛電は計画を改め三鉄線を立体交差して新知立駅を別に設けることにした。こうして知立駅・新知立駅は両社線の乗換駅として機能し、知立はふたたび交通の要衝となったが、貨物輸送の増加から両社線の接続はやはり必要とされ、後年になって貨物連絡線（後の知立連絡線）が愛電の主導で建設され、貨物業務に限っては愛電の知立駅乗り入れが行われることとなった。

### 2代目知立駅→三河知立駅
愛電の貨物乗り入れが始まった頃、三鉄は経営悪化もあって一度両社の間で合併の機運が生まれたが、経理上の不義から不成立に終わった。決裂後は自力再建に努めたが、戦時体制による私鉄統合の国策から名古屋鉄道（愛電と名岐鉄道の合併で成立）との合併が当局より要請され、1941年（昭和16年）に至りついに合併することとなった。合併により知立駅・新知立駅は同一社線の駅として統合され、知立駅（2代）となった。駅統合により両路線ホーム間を結ぶ連絡通路が新設されたが、幅員二間（約3 m）ほどの通路だったため、ラッシュ時は大変な混雑であった。しかしそれ以上の駅構造の変更はなく、依然として2つの駅が並存しているかのような状態だったため、盛土高架ホームの豊橋線知立駅を「A知立」、地上ホームの三河線知立駅を「B知立」と社内では呼び分けていた。ホーム番号もA知立、B知立でそれぞれ1番から振られている。
会社統合により両路線間の旅客直通運転も計画され、1950年9月のダイヤ改正ではじめて定期運転化された。これは知立連絡線を介したもので、「大浜港駅 - 三河線知立駅（B知立） - 知立信号所（スイッチバック） - 本線知立駅（A知立） - 名古屋方面」という経路を辿るものであった。そのため知立駅に二度停車する手間や知立信号所での入換作業で8 - 10分程度の時間がかかることがネックとなっていた。
駅の老朽化もあり、これら諸問題を解決するため名鉄は新たな駅を西に建設することを知立町に打診した。駅移転に反対する町民の声もあったが、知立町議会は今の知立駅に拡張余地がないことを認め、名鉄の提案を承認するとともに駅周辺の土地区画整理事業を進めることを決めた。また駅の移転による周辺商店街などへの影響を考慮し、従来駅も存続させることになった。こうして1959年（昭和34年）に開業したのが現在の知立駅（3代）である。
従来駅は再び路線別に分離され、A知立（本線・盛土高架ホーム）は東知立駅、B知立（三河線・地上ホーム）は三河知立駅となった。別々の駅となったことで連絡通路も撤去された。東知立駅・三河知立駅はともに主要駅である知立駅の駅勢圏と被っており、存続したものの両駅の乗降客数は次第に減少し、名古屋本線の東知立駅は1968年（昭和43年）1月7日に廃止された。一方、三河線の三河知立駅はそのまま営業を続けた。

駅の変遷 帰属：国土交通省「国土画像情報（カラー空中写真）」 配布元：国土地理院地図・空中写真閲覧サービス

### 開業以来の場所からの移転
知立駅（3代）の連続立体交差事業が計画された際、当初の構想では事業区間に含まれる三河知立駅も高架化される予定であった。しかし巨額の事業費負担を抑えるため、知立市は三河知立駅を高架化区間外の市北部へ移転することを名鉄・愛知県に提案した。この移転で知立駅（3代）との駅勢圏からも離れ、新たに知立市北部の山町・山屋敷町付近を移転駅の駅勢圏とすることができる利点もあった。知立市の提案は承認され、2015年（平成27年）度の都市計画変更により三河知立駅は移設されることになった。移転先は従来駅から東へ約900 m先の山町茶碓山地内（知立市立竜北中学校南側）で、駅北口の駅前整備は知立市が行った。また知立駅（3代）から移転後の現在の駅までの区間が複線化される予定である。

### 年表

知立駅の変遷

- 1915年（大正4年）10月28日：三河鉄道が知立駅（初代）開業。終着駅[29]。
- 1920年（大正9年）7月5日：土橋駅まで延伸し、途中駅となる[30]。
- 1923年（大正12年）6月1日：愛知電気鉄道が付近に新知立駅を開設[31]。三河鉄道知立駅と連絡。
- 1926年（大正15年）2月5日：知立駅が電化される[32]。
- 1928年（昭和3年）6月1日：分岐点 - 知立駅間の貨物連絡線（知立連絡線）が開通、愛知電気鉄道が知立駅に乗り入れ（貨物運輸）[33]。
- 1941年（昭和16年）
  - 6月1日：名古屋鉄道が三河鉄道を合併。名鉄三河線の駅となる[34]。
  - 8月1日：三河線知立駅（初代）と豊橋線新知立駅を統合し、知立駅（2代）に改称[35]。
- 1948年（昭和23年）5月16日：路線名整理により豊橋線が名古屋本線となる[36]。
- 1959年（昭和34年）4月1日：現在の知立駅（3代）が開業。旧駅は名古屋本線側を東知立駅、三河線側を三河知立駅に改称して分離[37]。連絡階段通路を撤去[13]。
- 1965年（昭和40年）9月1日 - 貨物営業廃止[38]
- 1975年（昭和50年）：1970年（昭和45年）：重原駅 - 三河知立駅間の旧線が廃止され、同区間を走行していた貨物列車が知立駅折返し運用に変更される[39]。
- 1982年（昭和57年）9月30日：東岡崎駅の貨物営業廃止により名古屋本線の貨物取扱駅が消滅[38]。知立連絡線の貨物運用がなくなる。
- 1984年（昭和59年）4月1日：知立連絡線および知立信号所廃止[40]。
- 2001年（平成13年）6月16日：駅集中管理システム導入。
- 2003年（平成15年）10月1日：トランパスを導入。
- 2011年（平成23年）2月11日：ICカード乗車券「manaca」供用開始。
- 2012年（平成24年）2月29日：トランパス供用終了。
- 2015年（平成27年）7月24日：知立駅連続立体交差事業の都市計画変更（三河知立駅移設関連）を申請[27]。
- 2016年（平成28年）3月25日：都市計画変更認可[27]。
- 2024年（令和6年）3月16日：山町茶碓山地内に移転[3]。

## 駅構造
4両編成対応の相対式ホーム2面2線を有する地上駅。駅集中管理システム導入された無人駅（管理駅は豊田市駅）である。改札口は各ホームに1箇所ずつあり、付近には自動券売機（新規manaca通勤定期乗車券及び継続manaca定期乗車券の購入も可能ではあるが、7:00～22:00以外の時間帯は名鉄ミューズカードでの決済は不可能である）と自動精算機（ICカードの積み増し等も可能）を1台ずつ備えている。
当駅 - 知立駅間は複線となる予定で、旅客ホームのほかに留置線1線が整備される。
駅北側に駅前広場がある。駅南側は歩道が通じるのみで、自動車による進入はできない。

### のりば
| 番線 | 路線              | 方向 | 行先     |
| ---- | ----------------- | ---- | -------- |
| 1    | MY 三河線（山線） | 下り | 猿投ゆき |
| 2    | MY 三河線（山線） | 上り | 知立ゆき |

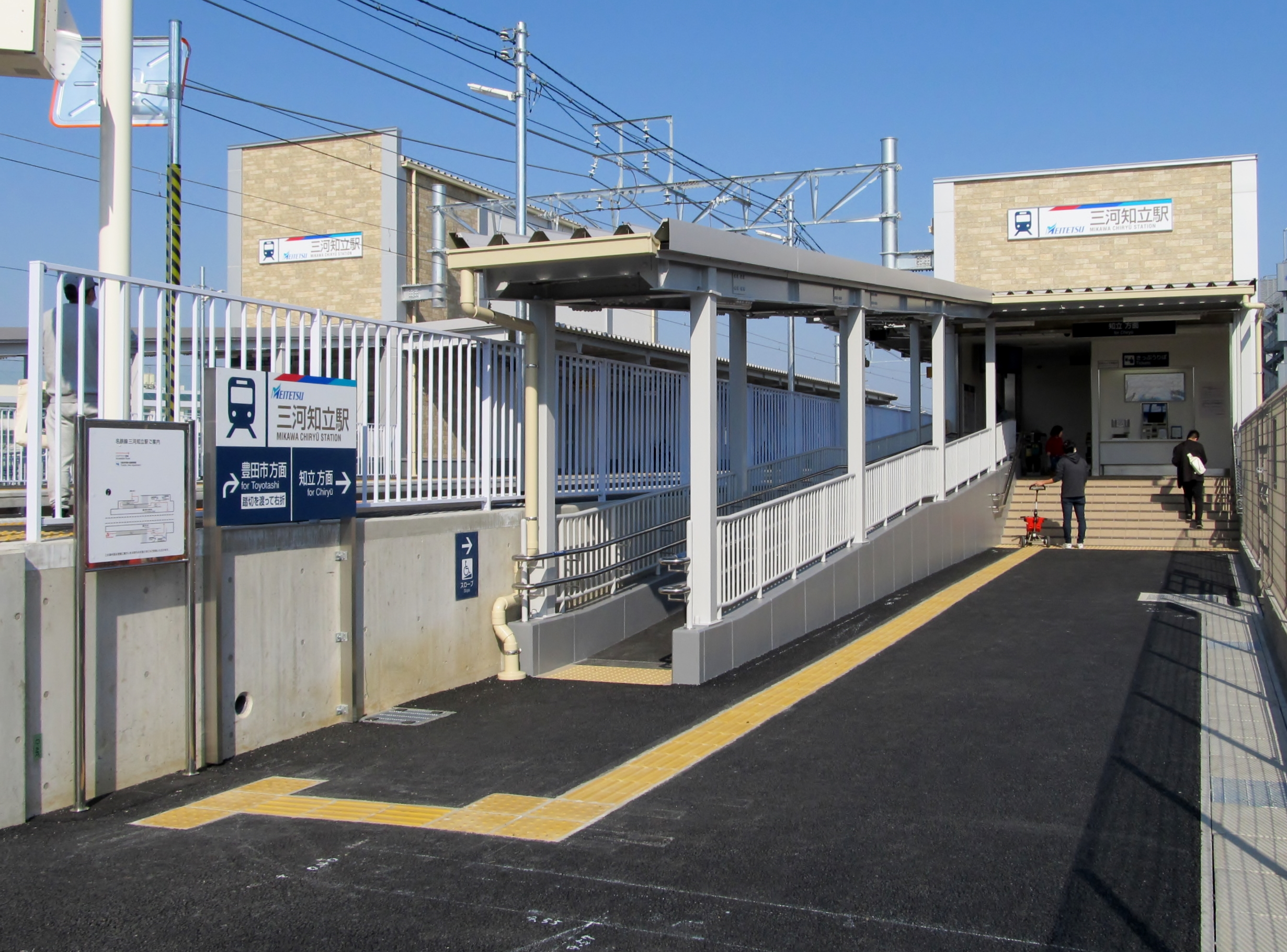
南側駅舎
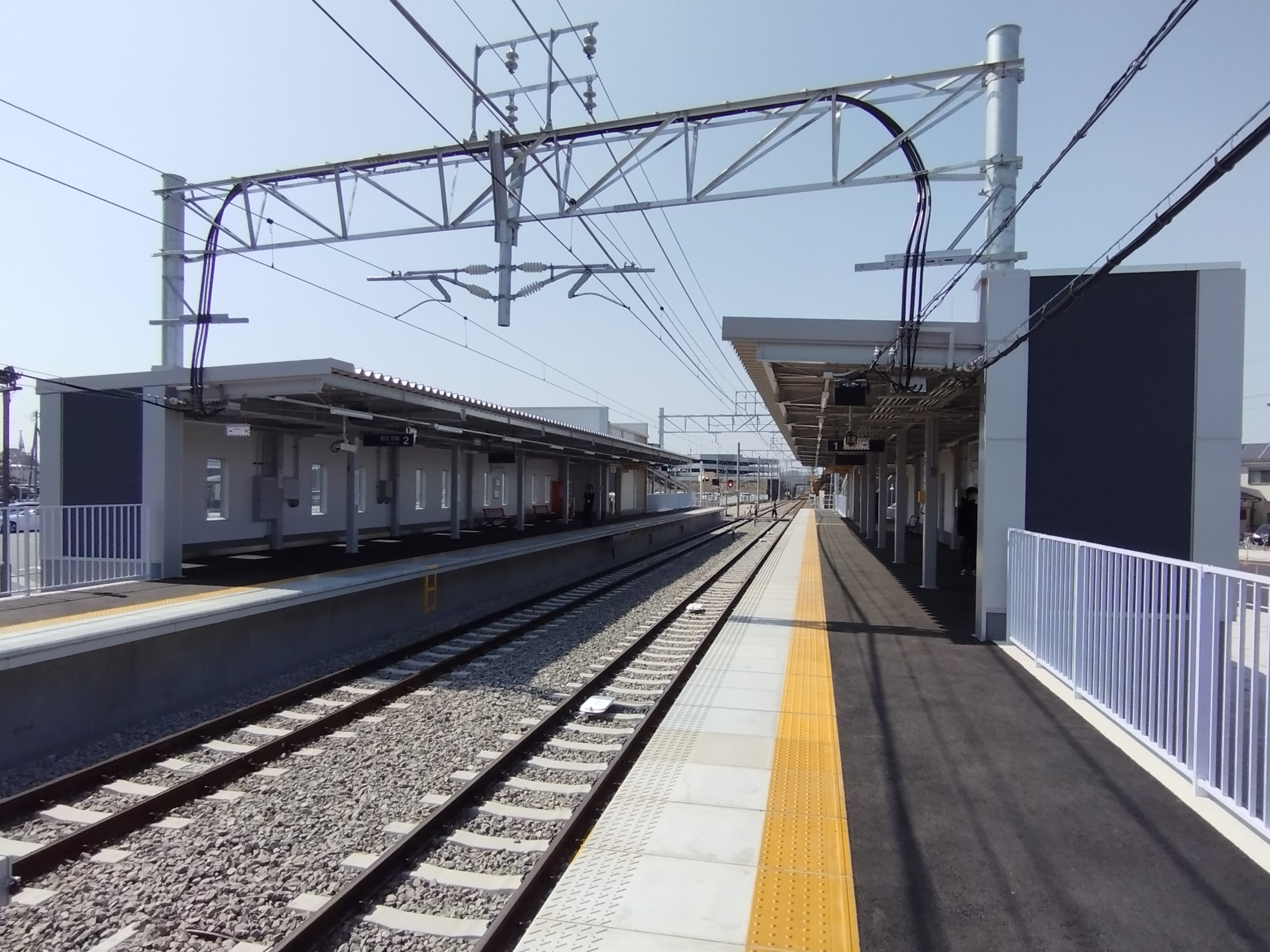
ホーム
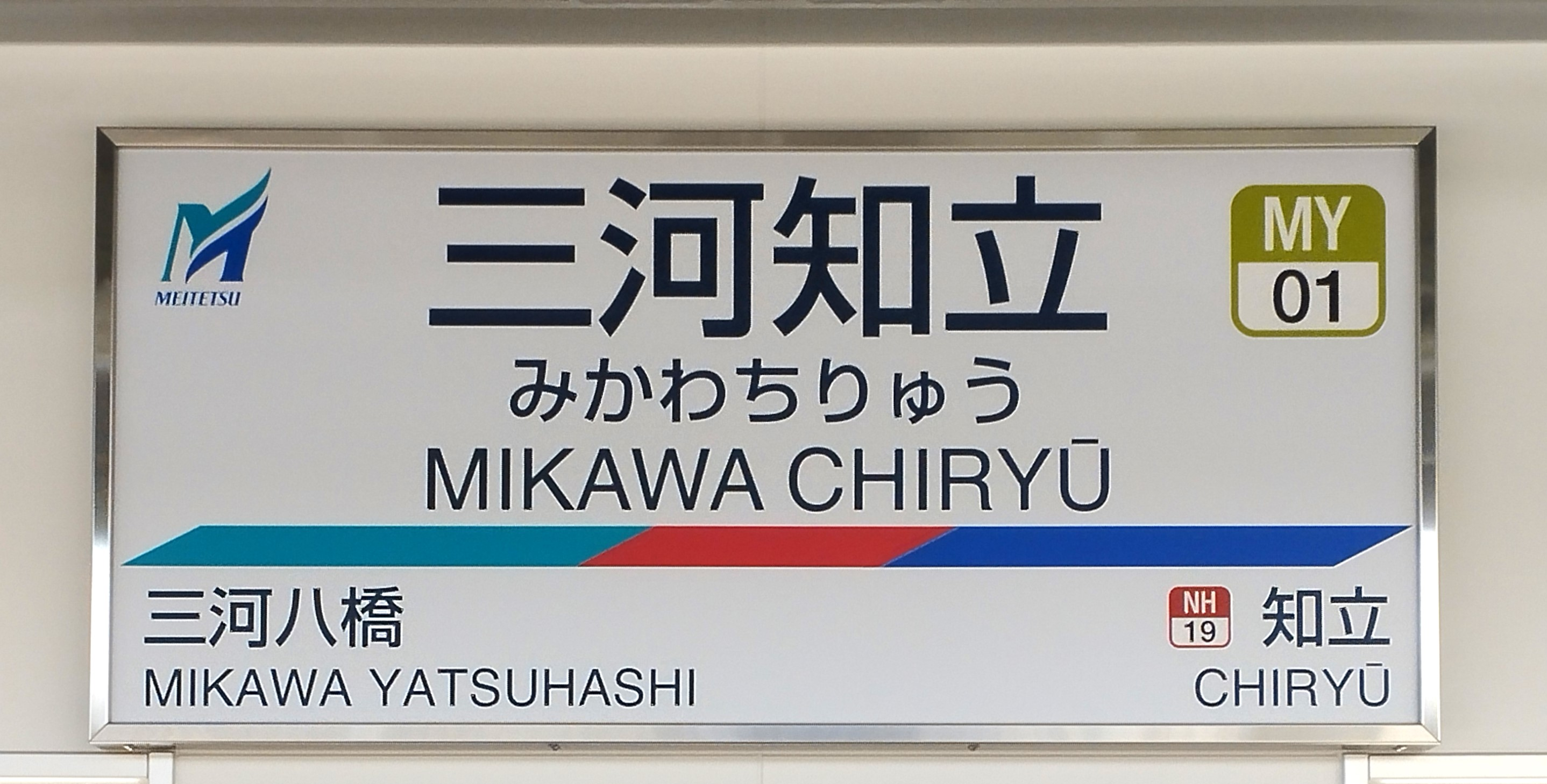
駅名標
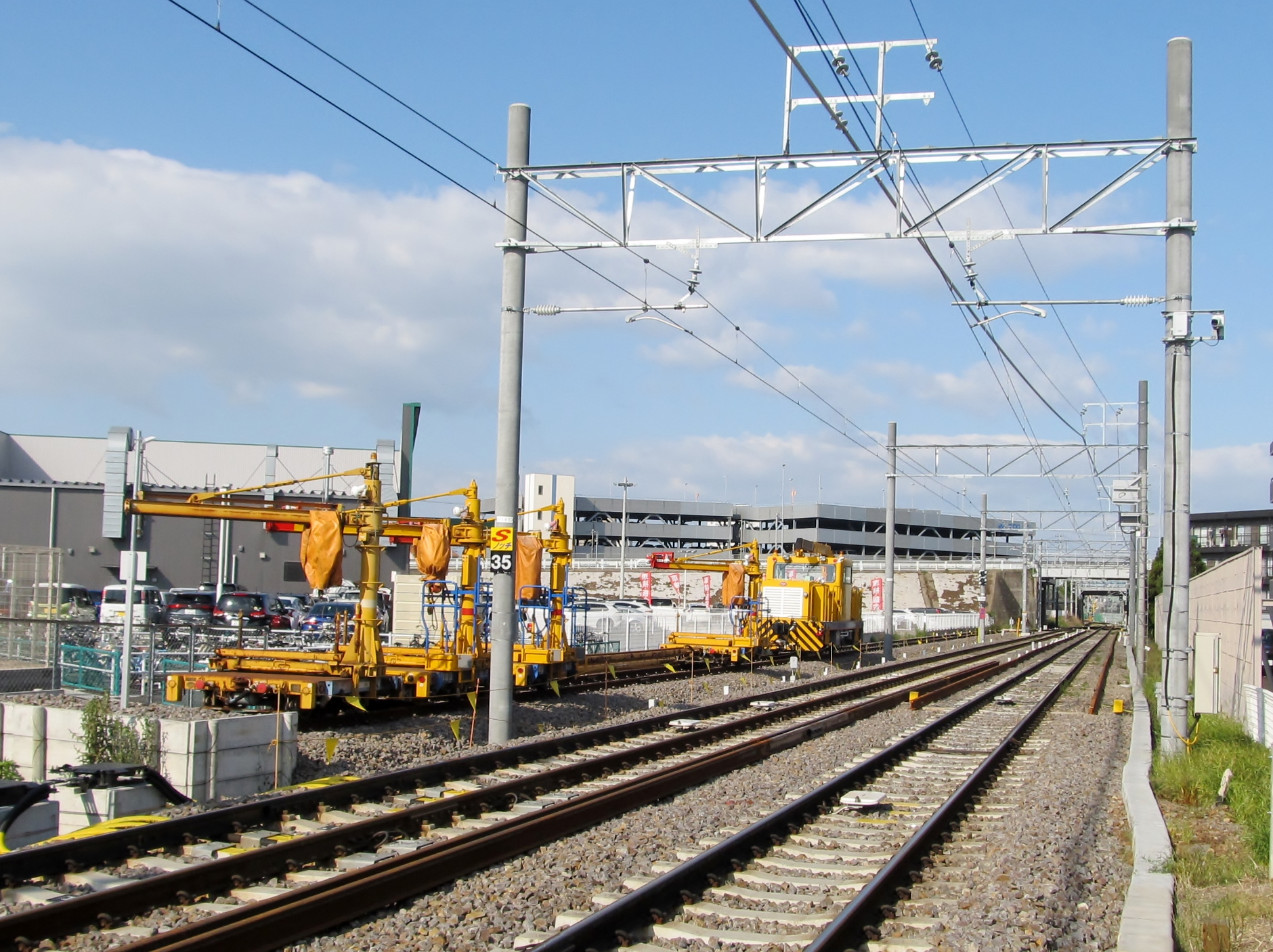
留置線

### 移転前の駅構造（-2024年3月15日）
島式ホーム1面2線の地上駅であった。当駅は三河線の他の駅とは異なり、東側（駅舎とは反対側）からホーム番号が振ってある。
末期は開業以来の比較的大きな駅舎は取り壊され、シンプルな作りで比較的新しい駅舎が建っていた。駅舎とホームは構内踏切で連絡しており、ホーム上にはワンマン運転支援用のセンサーポールが設置されていた。
主要駅の名残で駅構内は広く、保線車両の留置線として使用されていた。1番線に相当する部分に線路と草に埋もれたホームが残るが、末期は使われていなかった。1番線の三河八橋駅方には、かつて名古屋本線と接続していた知立連絡線への分岐器があった。2・3番線とも逆方向に入線・出発できるよう信号機が設置されていたが、通常使われることはなかった。
知立駅（2代、「B知立」）時代は3番線が貨物列車、1・2番線が旅客列車の発着に使用されていた。両ホーム間に構内踏切があり、1番線側には名古屋本線の盛土高架ホーム（「A知立」）への連絡口があった。
移転に伴い線路も切り替えられたので、現在は旧ホームに電車は通らない。
| 番線 | 路線                             | 方向                             | 行先                             | 備考     |
| ---- | -------------------------------- | -------------------------------- | -------------------------------- | -------- |
| 1    | 三河線・名古屋本線（知立連絡線） | 三河線・名古屋本線（知立連絡線） | 三河線・名古屋本線（知立連絡線） | 不使用。 |
| 2    | MY 三河線（山線）                | 上り                             | 知立ゆき                         |          |
| 3    | MY 三河線（山線）                | 下り                             | 猿投ゆき                         |          |

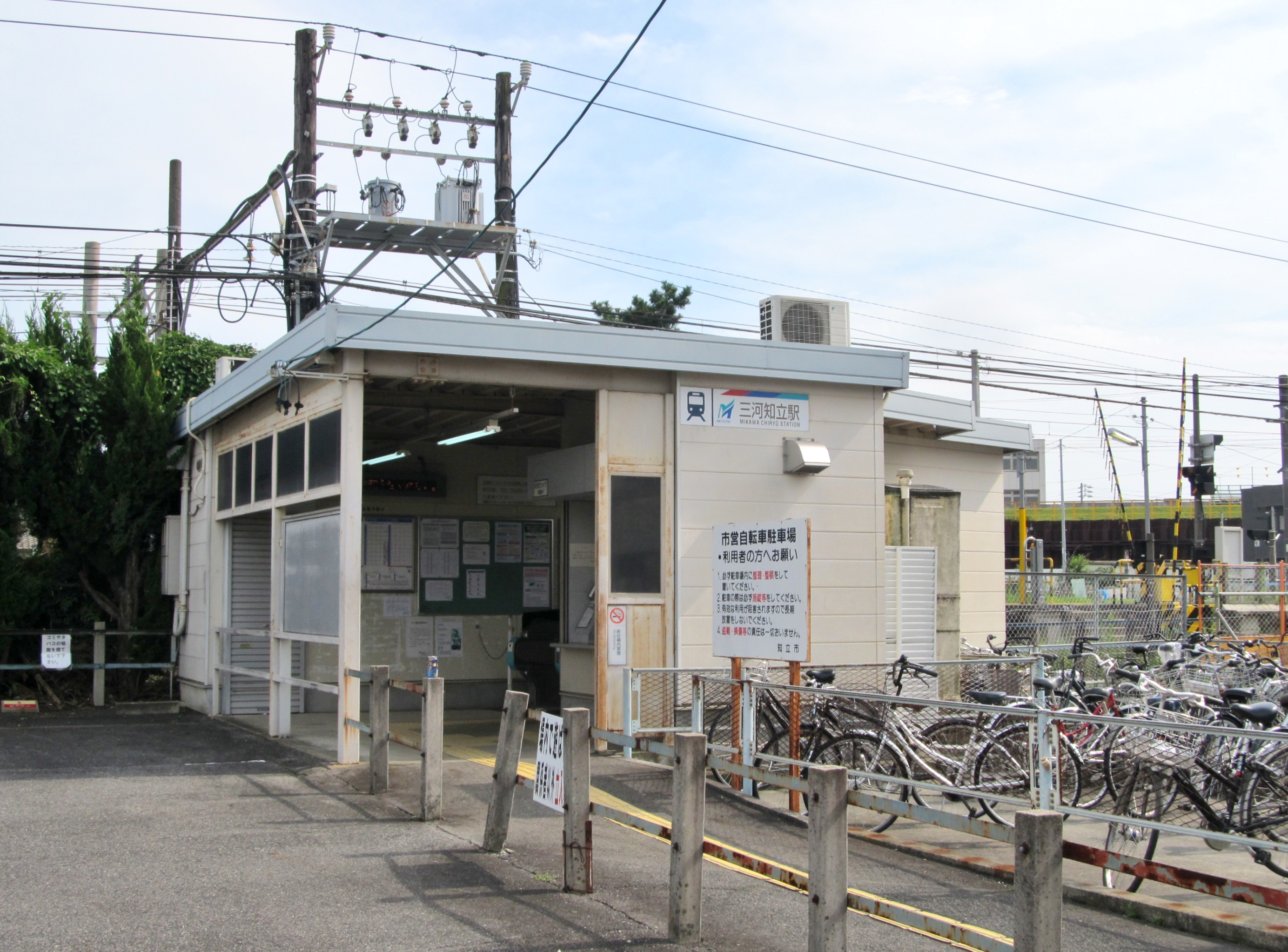
駅舎
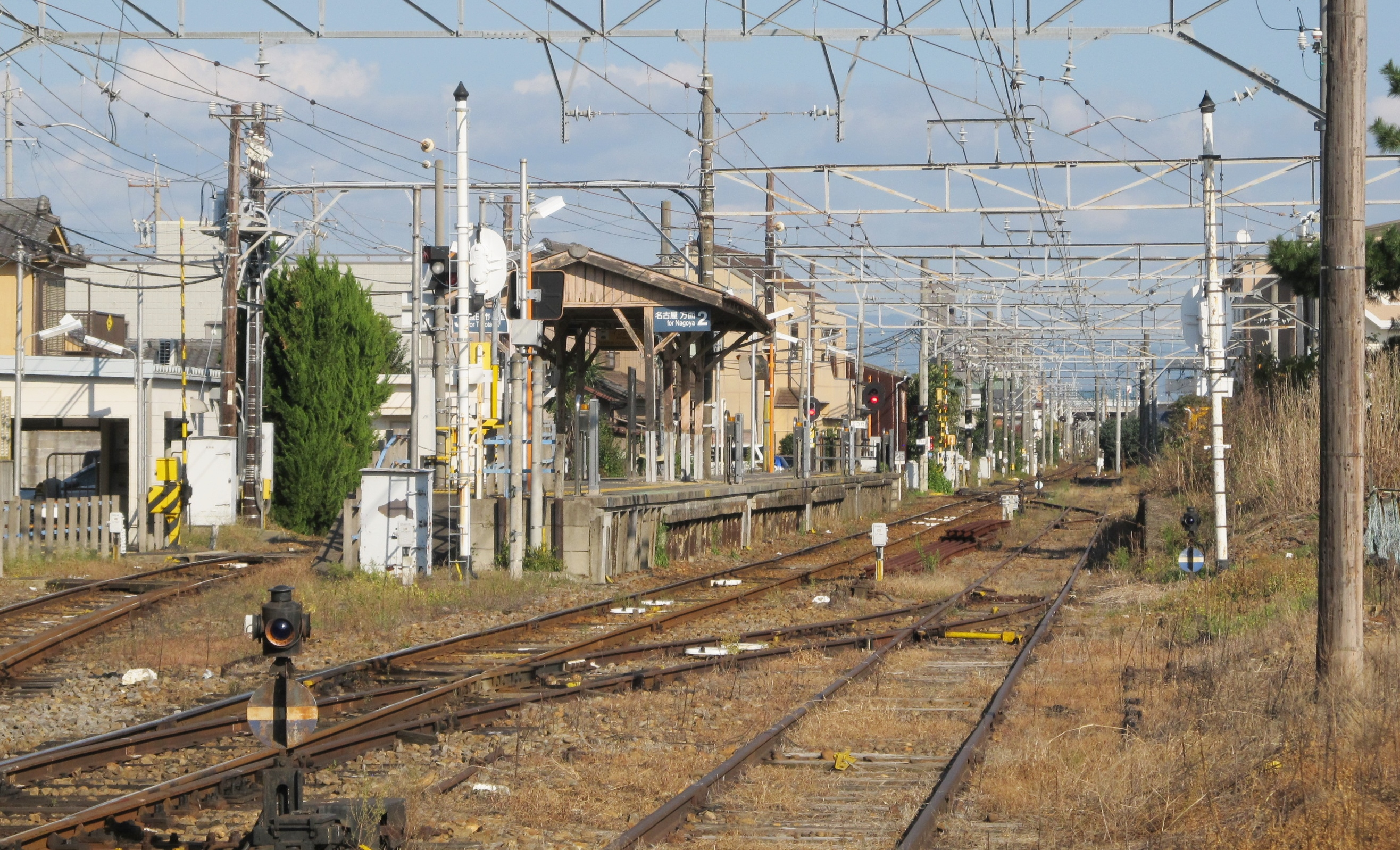
構内全景
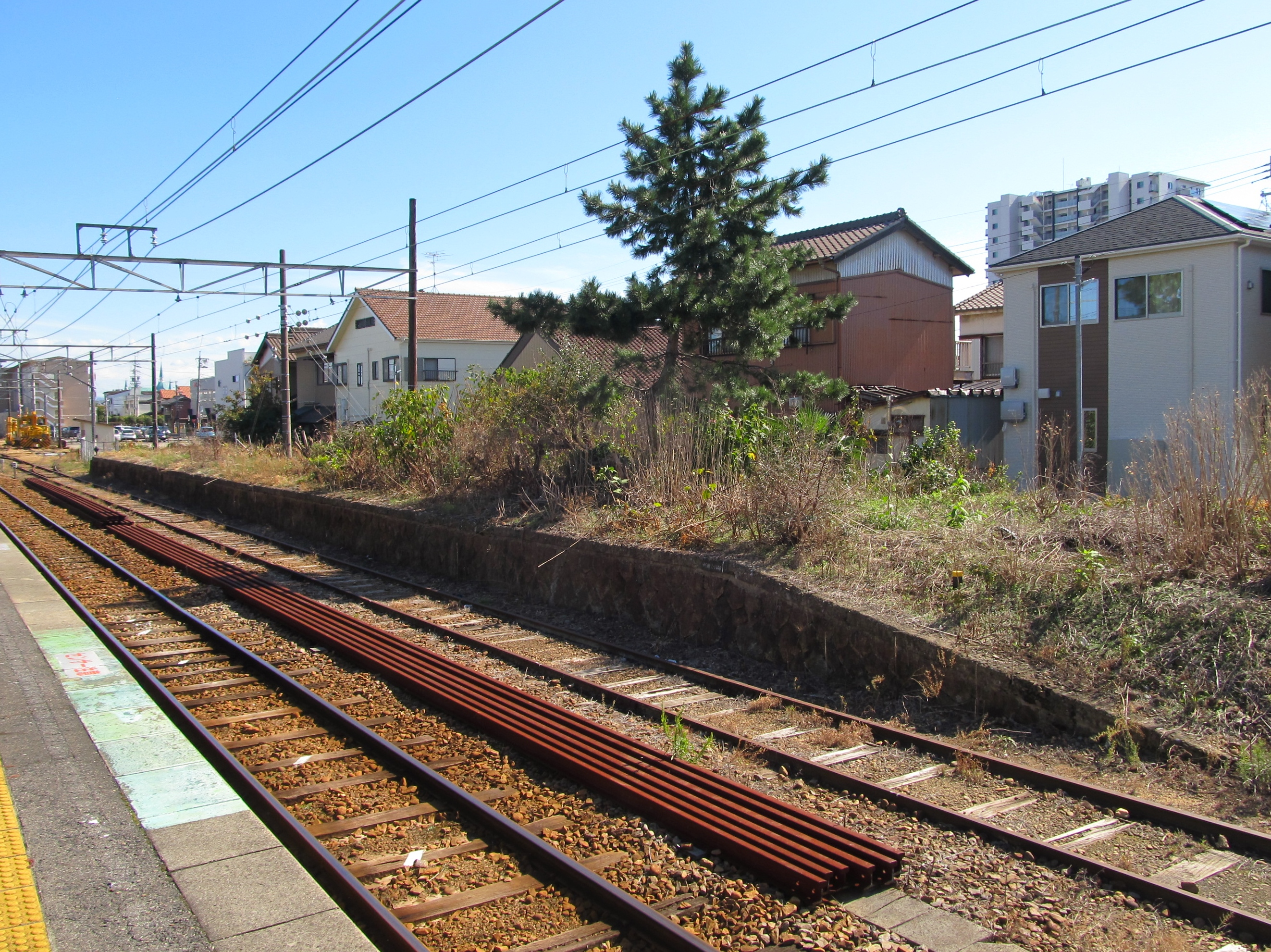
1番線の遺構
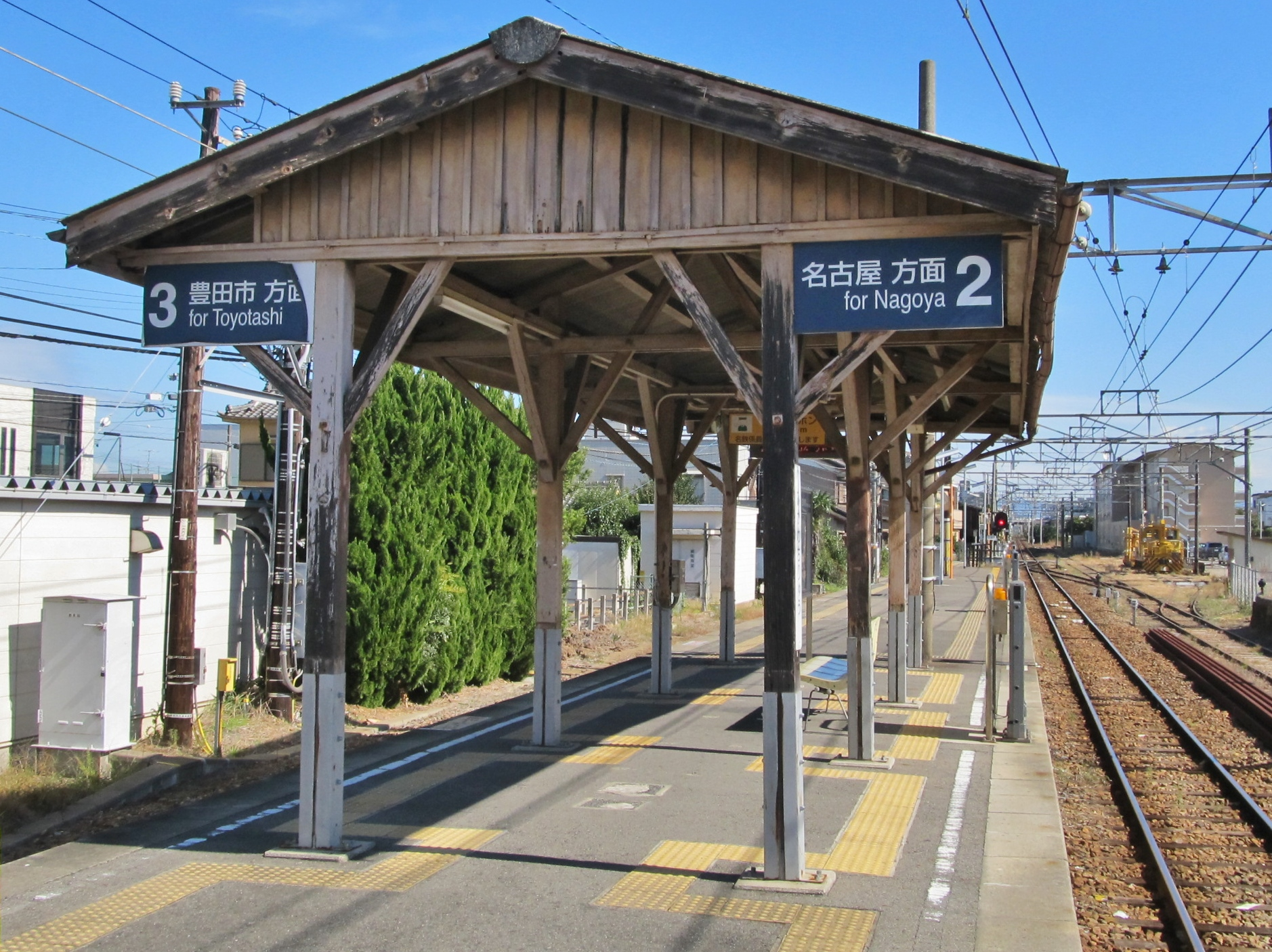
2・3番線

#### 配線図
|                     | ↑ 東岡崎・豊橋方面                |          |
| ← 豊田市・猿投 方面 | 三河知立駅 構内配線略図（2009年） | → 知立駅 |
|                     | ↓ 名古屋・岐阜方面                |          |
| 凡例 出典:          |                                   |          |

#### 漫画展
知立市出身のイラストレーターのウノ・カマキリが、1994年（平成6年）4月に三河知立駅の掲示板に「夢人駅（むじんえき）」と題して「夢人駅漫画展」 を常設した。小学校の同窓会出席で三河知立駅を訪れた際、子供のころの賑わいが失われ寂れた無人駅になった姿を見たウノが「利用する人の気持ちを和ませたい」と名鉄に申し出たのが常設のきっかけで、名鉄側は当初展示物の管理の面から難色を示したものの、ウノが展示物の事故責任は一切不問でよいとしたため実現に至った。漫画展は駅舎解体後も残され、1998年（平成10年）からは隣の知立駅にも「知立（ちりゅう）は知立（ともだち） 夢人画廊（ゆめびとギャラリー）」というイラストの掲示板を出していた。
末期は掲示物もなく遺構のみが残されていたが、駅移転関連イベントの一つとして復刻され、「ありがとう！夢人駅漫画展」と題して2024年2月3日から3月15日までの期間限定で再び展示が行われた。

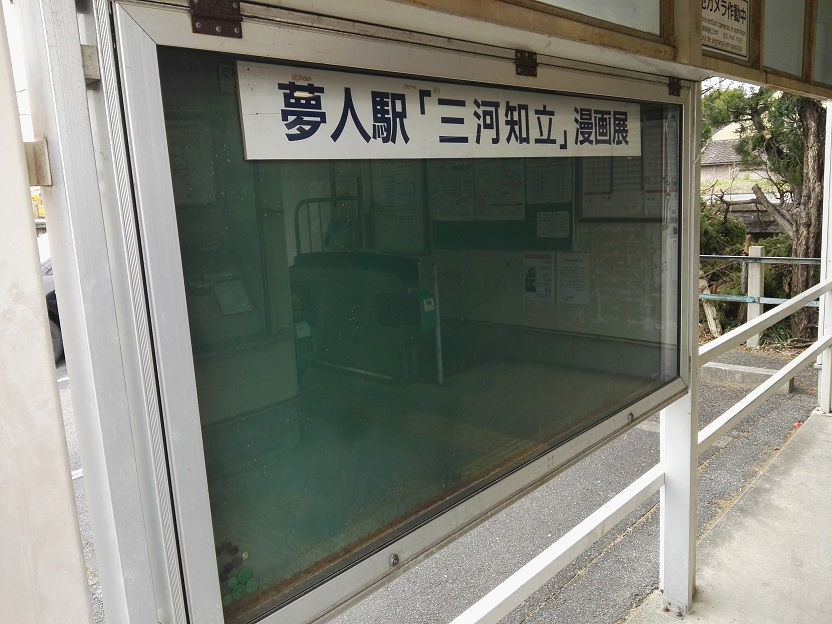
夢人駅漫画展の遺構

## 利用状況
- 『名鉄120年：近20年のあゆみ』によると2013年度当時の1日平均乗降人員は767人であり、この値は名鉄全駅（275駅）中245位、 三河線（23駅）中23位であった[53]。
- 『名古屋鉄道百年史』によると1992年度当時の1日平均乗降人員は278人であり、この値は岐阜市内線均一運賃区間内各駅（岐阜市内線・田神線・美濃町線徹明町駅 - 琴塚駅間）を除く名鉄全駅（342駅）中302位、 三河線（38駅）中32位であった[54]。

『愛知県統計年鑑』『知立の統計』等によると、年間および一日平均の乗車人員、乗降人員の推移は以下の通りである。
| 年                       | 年間統計       | 年間統計       | 年間統計       | 一日平均       | 一日平均       | 備考                             |
| 年                       | 乗車人員       | 乗車人員       | 乗降人員       | 乗車人員       | 乗降人員       | 備考                             |
| 年                       | 総数           | 定期           | 乗降人員       | 乗車人員       | 乗降人員       | 備考                             |
| 知立駅（初代）           | 知立駅（初代） | 知立駅（初代） | 知立駅（初代） | 知立駅（初代） | 知立駅（初代） | 知立駅（初代）                   |
| ------------------------ | -------------- | -------------- | -------------- | -------------- | -------------- | -------------------------------- |
| 1915（大正04）年度       | 3,334          |                | 23,831         | 21             | 153            | 10月28日開業                     |
| 1916（大正05）年度       | 41,385         |                | 44,961         | 113            | 123            | [ 56 ]                           |
| 1917（大正06）年度       | 48,934         |                | 61,558         | 134            | 169            | [ 57 ]                           |
| 1918（大正07）年度       | 53,192         |                | 102,188        | 146            | 280            | [ 58 ]                           |
| 1919（大正08）年度       | 56,658         |                | 81,185         | 155            | 222            | [ 59 ]                           |
| 1920（大正09）年度       | 61,279         |                | 127,291        | 168            | 349            | [ 60 ]                           |
| 1921（大正10）年度       | 56,389         |                | 160,181        | 154            | 439            | [ 61 ]                           |
| 1922（大正11）年度       | 71,492         |                | 153,231        | 196            | 420            | [ 62 ]                           |
| 1923（大正12）年度       | 92,461         |                | 203,313        | 253            | 556            | [ 63 ]                           |
| 1924（大正13）年度       | 54,531         |                | 128,397        | 149            | 352            | [ 64 ]                           |
| 1925（大正14）年度       | 91,409         |                | 203,327        | 250            | 557            | [ 65 ]                           |
| 1926（大正15）年度       | 187,027        |                | 383,633        | 512            | 1,051          | [ 66 ]                           |
| 1927（昭和02）年度       | 16,875         |                | 145,790        | 46             | 398            | [ 67 ]                           |
| 1928（昭和03）年度       | 116,927        |                | 251,000        | 320            | 688            | [ 68 ]                           |
| 1929（昭和04）年度       | 114,151        |                | 246,364        | 313            | 675            | [ 69 ]                           |
| 1930（昭和05）年度       | 101,884        |                | 203,124        | 279            | 557            | [ 70 ]                           |
| 1931（昭和06）年度       | 91,286         |                | 187,191        | 249            | 511            | [ 71 ]                           |
| 1932（昭和07）年度       | 85,324         |                | 183,913        | 234            | 504            | [ 72 ]                           |
| 1933（昭和08）年度       | 87,893         |                | 193,421        | 241            | 530            | [ 73 ]                           |
| 1934（昭和09）年度       | 93,604         |                | 215,569        | 256            | 591            | [ 74 ]                           |
| 1935（昭和10）年度       | 130,810        |                | 298,266        | 357            | 815            | [ 75 ]                           |
| 1936（昭和11）年度       | 128,084        |                | 302,829        | 351            | 830            | [ 76 ]                           |
| 1937（昭和12）年度       | 658,536        |                | 823,740        | 1,804          | 2,257          | [ 77 ]                           |
| 1938（昭和13）年度       | 190,013        |                | 440,763        | 521            | 1,208          | [ 78 ]                           |
| 1939（昭和14）年度       | 292,085        |                | 577,670        | 798            | 1,578          | [ 79 ]                           |
| 1940（昭和15）年度       | 346,664        |                | 726,300        | 950            | 1,990          | [ 80 ]                           |
| 知立駅（2代）            |                |                |                |                |                |                                  |
| 1941（昭和16）年度       |                |                |                |                |                | 8月1日に新知立駅と統合           |
| 1942（昭和17）年度       |                |                |                |                |                |                                  |
| 1943（昭和18）年度       |                |                |                |                |                |                                  |
| 1944（昭和19）年度       |                |                |                |                |                |                                  |
| 1945（昭和20）年度       |                |                |                |                |                |                                  |
| 1946（昭和21）年度       |                |                | 2,775,000      |                | *7,603         | [ 81 ]                           |
| 1947（昭和22）年         | 1,902,000      |                | 3,823,000      | *5,211         | *10,474        | 期間は1947年1月 - 1947年12月末   |
| 1948（昭和23）年         | 1,527,000      |                | 3,059,000      | *4,172         | *8,358         | 期間は1948年1月 - 1948年12月末   |
| 1949（昭和24）年度       | 1,456,000      | 748,000        | 2,955,000      | *3,989         | *8,096         | 期間は1949年5月 - 1950年4月末    |
| 1950（昭和25）年度       | 1,304,000      | 641,000        | 2,668,000      | *3,573         | 7,344          | 期間は1949年11月 - 1950年10月末  |
| 1951（昭和26）年度       | 1,779,000      | 888,000        | 3,577,000      | *4,861         | *9,774         | [ 87 ]                           |
| 1952（昭和27）年度       | 1,882,000      | 882,000        | 3,708,000      | 5,155          | 10,156         | [ 88 ]                           |
| 1953（昭和28）年度       | 1,986,000      | 940,000        | 3,910,000      | 5,440          | 10,712         | [ 89 ]                           |
| 1954（昭和29）年度       | 2,095,000      | 971,000        | 4,170,000      | 5,739          | 11,424         | [ 90 ]                           |
| 1955（昭和30）年度       | 2,139,000      | 1,038,000      | 4,248,000      | 5,846          | 11,680         | [ 91 ] [ 86 ]                    |
| 1956（昭和31）年度       | 2,389,000      | 1,209,000      | 4,752,000      | 6,543          | 13,018         | [ 92 ]                           |
| 1957（昭和32）年度       | 2,608,000      | 1,346,000      | 5,167,000      | 7,145          | 14,156         | [ 93 ]                           |
| 1958（昭和33）年度       |                |                |                |                |                |                                  |
| 三河知立駅               |                |                |                |                |                |                                  |
| 1959（昭和34）年度       |                |                | 419,707        |                | 1,146          | 4月1日に名古屋本線東知立駅と分割 |
| 1960（昭和35）年度       |                |                | 382,434        |                | 1,047          | [ 94 ]                           |
| 1961（昭和36）年度       |                |                | 513,777        |                | 1,407          | [ 94 ]                           |
| 1962（昭和37）年度       |                |                | 433,804        |                | 1,188          | [ 94 ]                           |
| 1963（昭和38）年度       |                |                | 310,527        |                | 848            | [ 94 ]                           |
| 1964（昭和39）年度       |                |                | 301,333        |                | 825            | [ 94 ]                           |
| 1965（昭和40）年度       |                |                | 313,440        |                | 859            | [ 95 ]                           |
| 1966（昭和41）年度       |                |                | 346,380        |                | 949            | [ 95 ]                           |
| 1967（昭和42）年度       |                |                | 294,160        |                | 804            | [ 95 ]                           |
| 1968（昭和43）年度       |                |                | 198,980        |                | 545            | [ 95 ]                           |
| 1969（昭和44）年度       |                |                | 114,340        |                | 313            | [ 95 ]                           |
| 1970（昭和45）年度       |                |                | 111,060        |                | 304            | [ 95 ]                           |
| 1971（昭和46）年度       |                |                | 121,330        |                | 332            | [ 96 ]                           |
| 1972（昭和47）年度       |                |                | 123,640        |                | 339            | [ 96 ]                           |
| 1973（昭和48）年度       |                |                | 133,101        |                | 365            | [ 97 ]                           |
| 1974（昭和49）年度       |                |                | 120,363        |                | 330            | [ 97 ]                           |
| 1975（昭和50）年度       |                |                | 115,395        |                | 316            | [ 97 ]                           |
| 1976（昭和51）年度       |                |                | 111,535        |                | 307            | [ 97 ]                           |
| 1977（昭和52）年度       | 29,729         |                | 59,597         |                |                | [ 98 ]                           |
| 1978（昭和53）年度       | 29,002         | 14,730         | 58,324         | 80             | 161            | [ 99 ] [ 98 ]                    |
| 1979（昭和54）年度       | 35,258         | 17,370         | 70,686         | 97             | 195            | [ 100 ] [ 98 ]                   |
| 1980（昭和55）年度       | 39,570         | 20,250         | 79,387         | 109            | 219            | [ 101 ] [ 98 ]                   |
| 1981（昭和56）年度       | 42,378         | 23,640         | 85,290         | 117            | 235            | [ 102 ] [ 103 ]                  |
| 1982（昭和57）年度       | 39,995         | 22,110         | 80,498         | 110            | 222            | [ 104 ] [ 103 ]                  |
| 1983（昭和58）年度       | 48,672         | 25,380         | 97,713         | 134            | 269            | [ 105 ] [ 103 ]                  |
| 1984（昭和59）年度       | 52,250         | 28,230         | 104,908        | 144            | 290            | [ 106 ] [ 103 ]                  |
| 1985（昭和60）年度       | 59,531         | 31,830         | 119,309        | 164            | 329            | [ 107 ] [ 103 ]                  |
| 1986（昭和61）年度       | 58,557         | 30,510         | 117,350        | 162            | 324            | [ 108 ] [ 109 ]                  |
| 1987（昭和62）年度       | 51,697         | 23,850         | 103,773        | 142            | 286            | [ 110 ] [ 109 ]                  |
| 1988（昭和63）年度       | 46,207         | 18,000         | 93,069         | 127            | 256            | [ 111 ] [ 109 ]                  |
| 1989（平成元）年度       | 48,494         | 21,990         | 97,591         | 134            | 269            | [ 112 ] [ 109 ]                  |
| 1990（平成02）年度       | 44,539         | 18,150         | 89,637         | 123            | 247            | [ 113 ] [ 109 ]                  |
| 1991（平成03）年度       | 48,476         | 20,850         | 98,055         | 133            | 270            | [ 114 ] [ 115 ]                  |
| 1992（平成04）年度       | 49,874         | 21,180         | 100,642        | 137            | 278            | [ 116 ] [ 115 ]                  |
| 1993（平成05）年度       | 51,759         | 23,730         | 104,731        | 143            | 289            | [ 117 ] [ 115 ] [ 54 ]           |
| 1994（平成06）年度       | 54,258         | 23,520         | 109,949        | 150            | 303            | [ 118 ] [ 115 ]                  |
| 1995（平成07）年度       | 55,704         | 26,790         | 112,498        | 153            | 310            | [ 119 ] [ 115 ]                  |
| 1996（平成08）年度       | 56,103         | 26,280         | 113,292        | 155            | 312            | [ 120 ] [ 121 ]                  |
| 1997（平成09）年度       | 55,211         | 26,910         | 111,674        | 152            | 308            | [ 122 ] [ 121 ]                  |
| 1998（平成10）年度       | 54,605         | 26,640         | 110,277        | 151            | 304            | [ 123 ] [ 121 ]                  |
| 1999（平成11）年度       | 52,701         | 25,200         | 106,133        | 145            | 292            | [ 124 ] [ 121 ]                  |
| 2000（平成12）年度       | 53,923         | 28,410         | 108,562        | 149            | 300            | [ 125 ] [ 121 ]                  |
| 2001（平成13）年度       | 63,639         | 30,510         | 127,064        | 176            | 350            | [ 126 ] [ 127 ]                  |
| 2002（平成14）年度       | 66,645         | 31,320         | 132,501        | 184            | 365            | [ 128 ] [ 127 ]                  |
| 2003（平成15）年度       | 75,446         | 37,110         | 150,354        | 208            | 414            | [ 129 ] [ 127 ]                  |
| 2004（平成16）年度       | 75,229         | 37,770         | 150,084        | 208            | 414            | [ 130 ] [ 127 ]                  |
| 2005（平成17）年度       | 70,966         | 31,860         | 140,942        | 196            | 389            | [ 131 ] [ 127 ]                  |
| 2006（平成18）年度       | 72,336         | 34,710         | 142,966        | 200            | 394            | [ 132 ] [ 133 ]                  |
| 2007（平成19）年度       | 80,035         | 40,140         | 159,356        | 221            | 439            | [ 134 ] [ 133 ]                  |
| 2008（平成20）年度       | 83,535         | 44,880         | 167,791        | 231            | 463            | [ 135 ] [ 133 ]                  |
| 2009（平成21）年度       | 86,841         | 48,990         | 174,101        | 240            | 481            | [ 136 ] [ 133 ]                  |
| 2010（平成22）年度       | 115,541        | 74,070         | 232,146        | 319            | 642            | [ 137 ] [ 133 ]                  |
| 2011（平成23）年度       | 130,741        |                | 262,349        |                |                | [ 138 ]                          |
| 2012（平成24）年度       | 141,002        |                | 281,250        |                |                | [ 138 ]                          |
| 2013（平成25）年度       | 139,300        |                | 276,824        |                | 767            | [ 138 ] [ 53 ]                   |
| 2014（平成26）年度       | 140,097        |                | 279,870        |                |                | [ 138 ]                          |
| 2015（平成27）年度       | 141,745        |                | 282,258        |                |                | [ 138 ]                          |
| 2016（平成28）年度       | 140,415        |                | 279,487        |                |                | [ 139 ]                          |
| 2017（平成29）年度       | 151,715        |                | 300,732        |                |                | [ 139 ]                          |
| 2018（平成30）年度       | 159,551        |                | 318,118        |                |                | [ 139 ]                          |
| 2019（令和元）年度       | 162,116        |                | 323,755        |                | 895            | [ 139 ] [ 140 ]                  |
| 2020（令和02）年度       | 136,742        |                | 272,917        |                | 755            | [ 139 ] [ 141 ]                  |
| 2021（令和03）年度       | 139,045        |                | 277,268        |                | 768            | [ 142 ] [ 143 ]                  |
| 2022（令和04）年度       | 146,445        |                | 291,359        |                | 806            | [ 144 ] [ 145 ]                  |
| 2023（令和05）年度       |                |                |                |                | 881            | [ 146 ]                          |
| 三河知立駅（山町移転後） |                |                |                |                |                |                                  |
| 2024（令和06）年度       |                |                |                |                | 2,022          | [ 2 ]                            |

駅移転前は知立駅と駅勢圏が近接して利用客の大幅な増加が見込めず、三河線の駅では最も利用客が少なかった。2024年に駅が移転したことで利用客が大幅に増加した。

## 駅周辺
- 知立市立竜北中学校
- FUJI 本社
- 槌屋 知立事務所
- 藤田屋 本社・知立本店
- 知立幹部交番
- 知立市役所
- 知立市立知立中学校
- ギャラリエアピタ知立店
- 愛知県立知立東高等学校
- 旧東海道（知立市道山町来迎寺線）
- 国道1号
- 国道419号（衣浦豊田道路 牛田IC）
- 愛知県道51号知立東浦線
- 愛知県道285号安城八ツ田知立線

## 隣の駅

### 現存区間
名古屋鉄道
MY 三河線（山線）
三河八橋駅 (MY02) - 三河知立駅 (MY01) - 知立駅 (NH19)

### 廃止区間
名古屋鉄道
三河線（旧線）
三河知立駅 - 重原駅
知立連絡線
（知立信号所） - 三河知立駅